# Lisboa Navigators
I Lisboa Navigators sono una squadra di football americano, di Lisbona, in Portogallo; fondati nel 2007, hanno vinto 6 titoli nazionali.

## Dettaglio stagioni

### Amichevoli
| Stagione | Vin | Par | Per | Tot | PF | PS | avversaria |
| -------- | --- | --- | --- | --- | -- | -- | ---------- |
| 2014     | 1   | 0   | 0   | 1   | 13 | 12 | Spagna     |
| Totale   | 1   | 0   | 0   | 1   | 13 | 12 |            |

Fonti: Enciclopedia del Football - A cura di Roberto Mezzetti; Sito APFA

### Tornei nazionali

#### Campionato

##### LPFA
| Stagione | regular season | regular season | regular season | regular season | regular season | regular season | playoff | playoff | playoff | playoff | playoff | playoff    | playoff        |
|          | Vin            | Par            | Per            | Tot            | PF             | PS             | Vin     | Per     | Tot     | PF      | PS      | risultato  | avversaria     |
| -------- | -------------- | -------------- | -------------- | -------------- | -------------- | -------------- | ------- | ------- | ------- | ------- | ------- | ---------- | -------------- |
| 2015-16  | 4              | 0              | 4              | 8              | 238            | 243            | 0       | 1       | 1       | 8       | 28      | Wild Card  | Algarve Sharks |
| 2016-17  | 1              | 0              | 8              | 9              | 70             | 284            | -       | -       | -       | -       | -       | -          | -              |
| 2017-18  | 6              | 0              | 4              | 10             | 301            | 168            | 0       | 1       | 1       | 13      | 17      | Wild Card  | Braga Warriors |
| 2019     | 2              | 1              | 3              | 6              | 154            | 139            | 0       | 1       | 1       | 22      | 47      | Semifinale | Porto Mutts    |
| Totale   | 13             | 1              | 19             | 33             | 363            | 834            | 0       | 3       | 3       | 43      | 92      |            |                |

Fonti: Enciclopedia del Football - A cura di Roberto Mezzetti; Sito APFA

##### CNFA
| Stagione | regular season | regular season | regular season | regular season | regular season | regular season | playoff | playoff | playoff | playoff | playoff | playoff   | playoff      |
|          | Vin            | Par            | Per            | Tot            | PF             | PS             | Vin     | Per     | Tot     | PF      | PS      | risultato | avversaria   |
| -------- | -------------- | -------------- | -------------- | -------------- | -------------- | -------------- | ------- | ------- | ------- | ------- | ------- | --------- | ------------ |
| 2019     | 2              | 0              | 0              | 0              | 70             | 18             | 1       | 0       | 1       | 45      | 0       | Campioni  | Évora Eagles |
| Totale   | 2              | 0              | 0              | 0              | 70             | 18             | 1       | 0       | 1       | 45      | 0       |           |              |

Fonti: Enciclopedia del Football - A cura di Roberto Mezzetti; Sito APFA

#### Coppa

##### Torneio Fundadores
| Stagione | regular season | regular season | regular season | regular season | regular season | regular season | playoff | playoff | playoff | playoff | playoff | playoff                                 | playoff        |
|          | Vin            | Par            | Per            | Tot            | PF             | PS             | Vin     | Per     | Tot     | PF      | PS      | risultato                               | avversaria     |
| -------- | -------------- | -------------- | -------------- | -------------- | -------------- | -------------- | ------- | ------- | ------- | ------- | ------- | --------------------------------------- | -------------- |
| 2018     | -              | -              | -              | -              | -              | -              | 1       | 1       | 2       | 44      | 34      | Vincitori dell'incontro di consolazione | Algarve Sharks |
| 2021     | 1              | 0              | 2              | 3              | 24             | 101            | -       | -       | -       | -       | -       | -                                       | -              |
| Totale   | 1              | 0              | 2              | 3              | 24             | 101            | 1       | 1       | 2       | 44      | 34      |                                         |                |

Fonte: Sito APFA

### Riepilogo fasi finali disputate
| Anno             | Luogo   | Evento             | Fase del torneo          | Incontro                           | Risultato |
| 27 marzo 2016    |         | LPFA               | Wild Card                | Algarve Sharks - Lisboa Navigators | 28 - 8    |
| 7 aprile 2018    |         | LPFA               | Wild Card                | Lisboa Navigators - Braga Warriors | 13 - 17   |
| 1º dicembre 2018 |         | Torneio Fundadores | Incontro di consolazione | Lisboa Navigators - Algarve Sharks | 41 - 13   |
| 4 maggio 2019    | Lousada | CNFA               | Finale                   | Lisboa Navigators B - Évora Eagles | 45 - 0    |
| 12 maggio 2019   |         | LPFA               | Semifinale               | Porto Mutts - Lisboa Navigators    | 47 - 22   |

## Palmarès
- 6 Campionati portoghesi (2009-2010, 2011, 2012, 2013, 2014, 2015)
- 1 Campionato portoghese di secondo livello (2019)